# Espartero
Espartero es el artesano dedicado al oficio de la elaboración del esparto.

## Oficio y elaboración
El espartero compra el esparto ya crudo o machacado, hecho liñuelo, lía, pleita, etc. y con estos materiales laborea todas las piezas que se les encarga.
Los vecinos se dedican a coger el esparto de las atochas, enrollando las puntas en un palito llamado collazo. Tirando, se sueltan y se arrancan las uñas o cabezones, que depositan entre los dedos y, juntando manojos, se atan con un vencejo. Con estos montones, llegando la noche, se retiran y lo venden en rama o lo laborean ellos mismos para despacharlo a los esparteros. Aunque primero lo cuecen, empozan, curan y machacan; pero siempre dejan una porción por machacar para liñuelo, pleita, etc. El otoño es la temporada que está el esparto en su madurez y, por consiguiente, cuando se debe coger.
Entre la producción de los esparteros cabe mencionar el niñuelo, guita, tomicilla o teguillo, una trencilla con que cosen la pleita compuesta de tres espartos cada postura: teniendo cuidado de macerar antes el esparto para que quede correoso y flexible y de agarrar los puñados o manos por el cabezón o uña y sacudir las puntas contra un banco para que suelten y se caigan las extremidades punzantes, porque se herirían a cada paso.
Hacen pleita de varias denominaciones, como de trece, de quince ramales (cada ramal se compone regularmente de seis espartos), que es la ordinaria y la fina, pleita llenuda, que es la más cargada de esparto, otra que llaman briaga, que tiene retorcida la malla formando un cordoncillo, y la que llaman de Palacio que se hace del esparto más endeble y por consiguiente sale una pleita floja y de poca resistencia. Muchas porciones de pleita se guardan enrolladas para serones, ruedos, espuertas, aventadores, etc. pero la mayor parte se convierte en rollos compuestos de diez o más pleitas de a veintisiete varas de largo.

## Tipos de producción
- Aventadores de pleita menuda con dos vueltas cumplidas, bien cosido sin perder malla atrás, empezando por el codillo y concluyendo con los remates, asegurándolos con una puntada.
- Encellas para quesos se hacen de pleita embriaga, con tres vueltas algo más, con el sucio lleno de pleita de tierra de los bantps
- Ruedos cariñanos. Se hacen de pleita. Empezando por la hijuela se cosen bien sin perder malla; y en la misma conformidad los ruedos redondos de pleita; faltando estas circunstancias, quedan en falso.
- A los esportillos de despensa se les cosen los suelos con lía y se les pone una soga codria por asa, que pasa tres veces por el suelo y por las paredes y se cerca con la dicha soga y se enrolla con lía.
- Trabajan también espuertas de a tres y de a cuatro para los mozos de trabajo con pleita ancha, dándoles una vara o más de largo: se cosen sin perder malla con lazo torcido y el suelo con lía enrollándola con la misma lía.
- Hacen redes para gallinas con tomiza y se le echan diez mallas en vara, otras para carros con doce mallas de coyunrtillas de a segunda vuelta; lados de carros para labradores de a tres varas y tercia, cercados con coyunda por los lados, se cabecean con pleita y se les echan doce ensogaduras de pleita ancha y se cosen sin perder malla; también hacen bocines para carros con dos vueltas de ancho, cerrados con su pleita menuda y cubría, revocados con lía de Pinto para más fortaleza.
- Hacen aguaderas con pleita ancha dándoles cinco pleitas de ancho y cerrándolas con cubría o pleita menuda y se ensogan cosa de tres a tres dedos con soga cubría, que ha de tener tres brazos enrollados con lía y dos asas abajo de la dicha lía
- Los capachos de colar cera se hacen de pleita embriaga, con cinco vueltas y cosen el suelo llano de encella y sobre la costura por la parte de afuera en cruz, agarrando codas las costuras con guita gorda de cáñamo.
- Capachos para sebo: estos se hacen de cuatro vueltas y cuatro asas, y entre asa y asa un arquillo que se han de ensogar con lía torcida de alcabuces con puntadas punto atrás, abrazando la costura Cercada con un cerco de codria y enrollando las asas con lía y pleita ancha.
- Seras para nieve y sebo: estas se hacen de pleita ancha de una vara por el suelo y por la boca vara y cuarta, con seis pleitas su tapador de pleita entrerrecia y lazo para la boca, cosida por suelo y costados con lía torcida de alcabuces con siete-fensog.idura; de lía y dos asas de dicha lía en los costados.
- Capachos de vendimiar para tapar los cestos. Se hacen de pleita ancha con cuatro vueltas y media con lazo de íaa de alcabuz en la boca, bien cosidos, sin perder malla.
- Las seras de vendimiar se hacen acetres cuartas de largo, siete pleitas de ancho, con el tapador de dicha pleita y se ensogan con lía, enlazándolas con coy undula: se le echan dos asas de pleita ancha cosidas sin perder malla.
- Las espuertas terreras se hacen de pleita ancha, con un cerco de cubría y se enrollan las asas con tomiza. La espuerta mediana se hace con pleita ancha, con cuatro puntadas de suelo y dos vueltas cabales con dos cercos de cubría con dos asas de lo mismoy dos arquillos enrollados y las asas con lía cosida sin perder malla.
- Espuerta vendimiadera. Se hace con pleita ancha, con siete puntadas de suelo y rematado a las tres vueltas con dos cercos y dos asas y cuatro arquillos de cubría, enrollada con lía.
- Espuerta sembradera. Se hace de pleita con cinco puntadas de suelo, de dos vueltas cabales, con dos cercos, dos asas, tres arquillos de cubría y se enrollan las asas con lía.
- Esportones para panaderos. Se hacen de pleita ancha con dos vueltas de suelo y tres de pared, con dos cercos, dos asas y cinco arquillos de cubría, enrolladas las asas con lía.
- Esportón para carreteros. Se les echan dos vueltas y media de suelo y cuatro de pared, de pleita ancha, con dos cercos, dos asas, seis arquillos ensogados con cubría, enrolladas las asas con lías.
- Esportón para pasas. Se les echan tres vueltas de suelo y cinco de pared, dos cercos, dos asas, siete arquillos de cubría y se enrollan las asas con lía.
- Seroncillos terreros de a cuatro. Se hacen de pleita ancha, de vara y sesma de largo con cuatro vueltas de pared, y por el suelo vara y cuarta. Se cierra el suelo con lía, con dos cerros de coyundilla de a segunda vuelta, ensogado con cubría de tres a tres dedos, cosidos sin perder malla.
- Serones para piedra. Se hacen de vara y cuarta de largo y por el suelo vara y media de pleita ancha y se cose el suelo con lía, con una asa a la postre y lo mismo en el antecedente, con dos cercos de coyunda de a segunda vuelta y se ensoga de tres a tres dedos con cubría.
- Serones para leña. Se les da vara y media de largo y dos varas de suelo. Se echa pleita ancha, se cerca el suelo con lía con su asa al remate, con dos cercos de coyundilla de a segunda vuelta y se ensoga de tres en tres dedos con cubría.
- Serón de hijuela para hortelanos. Se hacen de pleita ancha de dos varas y sesma de largo y por la boca dos varas menos sesma, con sus dos cercos de coyunda de a segunda vuelta y por el suelo se le echan dos hijuelas de a tres cuartas de largo, cosidas con lía y se ensoga de tres a tres dedos con cubría. Con corta diferencia se hacen los demás serones, con solo dar más o menos longitud, profundidad y fortaleza: los hay para varios usos, como para melones, para carbón, para panaderos, etc. Estos últimos se hacen de pleita embriaga y maña retorcida escotados: se le da regularmente dos varas y media de largo y por la boca dos varas y se cosen con tomiza redonda, con diez vueltas de alto, sus hijuelas dobladas de la dicha pleita, con sus dos fronteras y dos hijuelas al suelo de vara y sesma, cosido todo con lía y se cerca con pleita menuda, con un cerco de cubría por dentro y fuera revocando con lías aventajadas las dos asas en la frontera de la dicha lía.
- Sobrejalma. Se compone ésta de treinta pleitas de galón de esparto machacado de cinco cuartas de largo y treinta pleitas de ancho a los extremos sus cabezuelas cosidas con tomiza delgadita.
- Cincha. Se hace esta de una sobrejalma doblada al medio muy ensogada y cosida, con ocho asas, cuatro a cada lado por la parte de las cabeceras de la cubierta.
- Capacho para exprimir aceituna, viene a ser un ruedo redondo de tres cuartas de diámetro, con dos pleitas por adentro alrededor, cosidas con hijueloy luego ensogado con esparto machacado.
- Ruedo peludo o felpudo: se forma este de galón, que es un trenzado de dos dedos de ancho de esparto cocido, empozado y bien machacado, de a cinco mallas, dejando la barba fuera. Se empieza por la hijuela del centro de a tercia de ancho y se va cosiendo galón alrededor con tomiza delgada de esparto machacado hasta que se remata. Después se pone al Sol y al sereno, teniendo el mayor cuidado de que no se mojen, porque se vuelven negros y se pierden enteramente.
- Rollo de arado. Son unos rollos de espadaña que tienen una vara de largo y se echan encima de la collera para no lastimar la caballería.
- Corvos, que son dos aguadevones que se echan a una caballería con dos brazos de lía de esparto machacado muy fuertes.
- También de cubría y de lía de esparto machacado hacen bozales para las caballerías
- Con coyunda machacada, esparteñas para pisar uva, que son una especie de alpargatas de esparto que no tienen más que pala cosida y atravesada.
- También hacen para los caballos enfermos y para que no hagan ruido de noche, herraduras de esparto, que son especie de sacos abiertos por delante, hechos de coyunda o amuelo de esparto machacado.
- Visten damajuanas y frascos con esparto, ya sea formando alrededor un tejido con esparto crudo o bien con galón de esparto machacado, cosido con hilo de bramante
- Otras infinitas cosas, hasta maletones, etc.

### Comercio de bienes
Se extiende el comercio de este gremio hasta poder vender escobas de palma, de tramojo y de cabezuela. Las circunstancias de una escoba de palma para estar bien hecha son que haya de tener treinta palmitas atadas con tomiza machacada, formando una cabeza o cima y en medio un agujero que resulta cubierto con cuatro palmitas que se doblan hacia afuera y se aseguran con la tomiza con dos candadillos.
- Venden igualmente barzones, palas, horcas y horcates, bieldos, bieldas, rastros, embaraduras, artesones, artesas, palos de escoba, banastas de tiras de avellano, medianas de arado, alcabuces de noria y palmas que rizan y tejen. Las palas y barzones son de roble; las horcas tienen dos gajos, y el astil de avellano.
- Los bieldos de cuatro dientes, cabeza y astil.
- Los artesones son de troncos de pino recabados. La embaradura se compone de dieciséis estacas atadas en haz con ballestas de fresno. Sirven para los carros y carretas.
- Las banastas de tiras de avellano

## Instrumentos
El ajuar del obrador del espartero es simple, una mesa para ensogar, unos asientos redondos cubiertos de zalea, tijeras grandes y medianas, agujas redondas para coser pleita, ya corvas para el ensogado, con dos ojos uno junto a otro, con algunas de ensalmar para coser con hilo de cáñamo.
Para hacer maromas de noria, etc. tienen los tornos, "cigüeñas, burros y acolchadores", como los cordeleros y cabestreros.